# James Smith (voile)
Pour les articles homonymes, voir James Smith et Smith.
James Hopkins Smith, Jr. est un skipper américain né le 15 décembre 1909 à New York et mort le 24 novembre 1982 à La Jolla.

## Biographie
James Smith participe aux Jeux olympiques d'été de 1948 à Londres, où il remporte avec Herman Whiton, Alfred Loomis, Michael Mooney et James Weekes la médaille d'or en classe 6 Metre à bord du Llanoria.